# STS-67
STS-67, voluit Space Transportation System-67, was een spaceshuttlemissie van de Endeavour. Deze missie was een vervolg op STS-35 waar onderzoek gedaan werd met Astro-1. Tijdens STS-67 werd onderzoek gedaan met Astro-2. Met een duur van 16 dagen en 15 uur was het de langste van alle Endeavour missies.

## Bemanning
| Positie            | Lancering                       | Landing                         |                                 |
| ------------------ | ------------------------------- | ------------------------------- | ------------------------------- |
| Bevelhebber        | Stephen Oswald 3e ruimtevlucht  | Stephen Oswald 3e ruimtevlucht  |                                 |
| Piloot             | William Gregory 1e ruimtevlucht | William Gregory 1e ruimtevlucht |                                 |
| Missiespecialist 1 | John Grunsfeld 1e ruimtevlucht  | John Grunsfeld 1e ruimtevlucht  |                                 |
| Missiespecialist 2 | Wendy Lawrence 1e ruimtevlucht  | Wendy Lawrence 1e ruimtevlucht  | Wendy Lawrence 1e ruimtevlucht  |
| Missiespecialist 3 | Tamara Jernigan 3e ruimtevlucht | Tamara Jernigan 3e ruimtevlucht | Tamara Jernigan 3e ruimtevlucht |
| Ladingspecialist 1 | Samuel Durrance 2e ruimtevlucht | Samuel Durrance 2e ruimtevlucht | Samuel Durrance 2e ruimtevlucht |
| Ladingspecialist 2 | Ronald Parise 2e ruimtevlucht   | Ronald Parise 2e ruimtevlucht   | Ronald Parise 2e ruimtevlucht   |

## Media

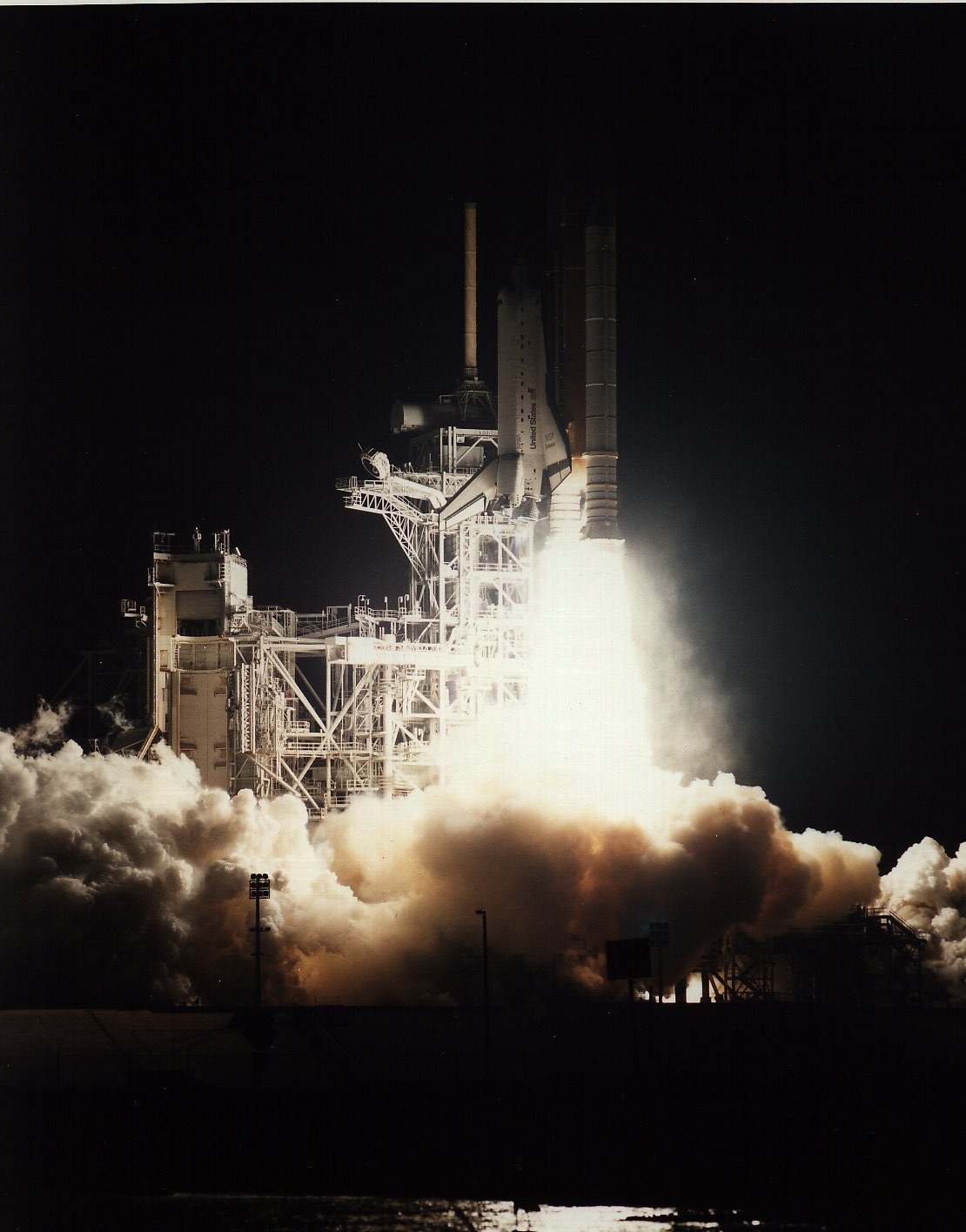
Lancering
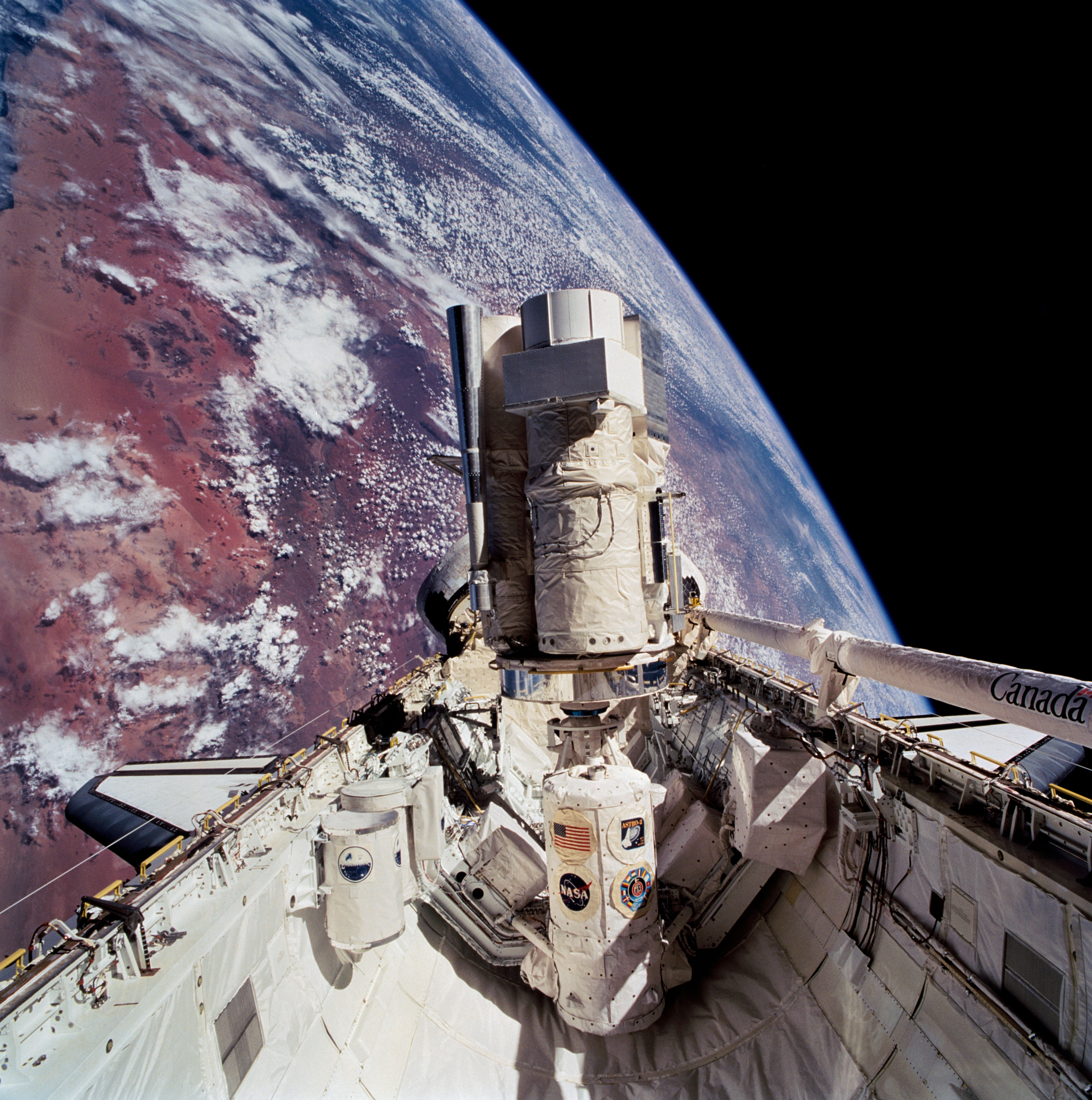
Astro-2 in de Endeavour

STS-49 · STS-47 · STS-54 · STS-57 · STS-61 · STS-59 · STS-68 · STS-67 · STS-69 · STS-72 · STS-77 · STS-89 · STS-88 · STS-99 · STS-97 · STS-100 · STS-108 · STS-111 · STS-113 · STS-118 · STS-123 · STS-126 · STS-127 · STS-130 · STS-134